# Brasil nos Jogos Paralímpicos de Verão de 1984
O Brasil participou dos Jogos Paraolímpicos de Verão de 1984, em New York e Stoke Mandeville, nos Estados Unidos e Inglaterra. O país teve sua estreia em 1972 e esta foi sua 4ª participação.

## Medalhistas
| Atleta               | Esporte   | Evento                                     | Medalha |
| -------------------- | --------- | ------------------------------------------ | ------- |
| Márcia Malsar        | Atletismo | 200m rasos, classe C6                      | Ouro    |
| Amintas Piedade      | Atletismo | Arremesso de peso classe 1C                | Ouro    |
| Amintas Piedade      | Atletismo | Lançamento de dardo, classe 1C             | Ouro    |
| Luiz Cláudio Pereira | Atletismo | Arremesso de peso classe 1C                | Ouro    |
| Luiz Cláudio Pereira | Atletismo | Lançamento de dardo, classe 1C             | Ouro    |
| Miracema Ferraz      | Atletismo | arremesso de peso 1A                       | Ouro    |
| Maria Jussara Mattos | Natação   | 4x50m medley, classe 6                     | Ouro    |
| Márcia Malsar        | Atletismo | 1.000m cross country, classe C6            | Prata   |
| Anelise Hermany      | Atletismo | 100m rasos e salto em distância, classe B2 | Prata   |
| Amintas Piedade      | Atletismo | Slalom classe 1C                           | Prata   |
| Amintas Piedade      | Atletismo | Lançamento de disco, classe 1C             | Prata   |
| Luiz Cláudio Pereira | Atletismo | Pentatlo classe 1C                         | Prata   |
| Luiz Cláudio Pereira | Atletismo | Lançamento de disco, classe 1C             | Prata   |
| Miracema Ferraz      | Atletismo | 100m rasos em cadeira de rodas, classe 1A  | Prata   |
| Miracema Ferraz      | Atletismo | 200m rasos em cadeira de rodas, classe 1A  | Prata   |
| Miracema Ferraz      | Atletismo | 400m rasos em cadeira de rodas, classe 1A  | Prata   |
| Miracema Ferraz      | Atletismo | 800m rasos em cadeira de rodas, classe 1A  | Prata   |
| Miracema Ferraz      | Atletismo | Slalon, classe 1B                          | Prata   |
| M. Amorim            | Natação   | 4x50m medley, classe 5                     | Prata   |
| M. Amorim            | Natação   | 100m costas, classe 5                      | Prata   |
| M. Amorim            | Natação   | 100m peito, classe 5                       | Prata   |
| Maria Jussara Mattos | Natação   | 100m costas, classe 6                      | Prata   |
| Maria Jussara Mattos | Natação   | 100m livre, classe 6                       | Prata   |
| Anelise Hermany      | Atletismo | 800m rasos, classe B2                      | Bronze  |
| Jorge Graciano       | Atletismo | 100m rasos, classe 3                       | Bronze  |
| Márcia Malsar        | Atletismo | 60m rasos, classe C62                      | Bronze  |
| M. Amorim            | Natação   | 100m livre, classe 5                       | Bronze  |